# 東大安田講堂事件
東大安田講堂事件（とうだいやすだこうどうじけん）は、全学共闘会議（全共闘）および新左翼の学生が東京大学本郷キャンパス安田講堂を占拠していた事件と、大学から依頼を受けた警視庁が約8500人もの機動隊を導入して1969年（昭和44年）1月18日から1月19日に封鎖解除を行った事件である。東大安田講堂攻防戦、東大安田講堂占拠事件ともいう。

## 事件の背景
1960年代後半、ベトナム戦争が激化の一途をたどっていた。また、1970年（昭和45年）で期限の切れる日米安全保障条約の自動延長を阻止・廃棄を目指す動きが左派陣営で起きていた。これに伴い学生によるベトナム反戦運動・第二次反安保闘争が活発化した。それと時を同じくして、高度経済成長の中、全国の国公立・私立大学においてはベビーブーム世代が大量に入学する一方で、ときに権威主義的で旧態依然とした大学運営がみられた。これに対して学生側は授業料値上げ反対・学園民主化などを求め、各大学で結成された全共闘や、それに呼応した新左翼の学生が闘争を展開する大学紛争（大学闘争）が起こった。
全共闘の学生達は大学当局との「大衆団交」（団交）で自分たちの主張を唱え、それが認められない場合は大学構内バリケード封鎖という手段に訴えた。学園紛争は全国に波及し、最盛期では東京都内だけで55の大学がバリケード封鎖に入り社会問題に発展していった。

### 事件発生までの経緯
その中で、東京大学においては医学部自治会および青年医師連合（卒業生が所属）が1968年（昭和43年）1月下旬より登録医制度反対などを唱え、通称「インターン闘争」に始まる東大紛争（東大闘争）を展開した。
これに対して大学側は3月11日に「医局員を軟禁状態にして交渉した」として17人の学生の処分を発表したが、その中に明確にその場にいなかった1人が含まれており、このことが学生側の更なる怒りを招くこととなる。
翌3月12日に医学部総合中央館を、3月27日に安田講堂を一時占拠し、翌日予定されていた卒業式も中止された。3月26日には「医闘争支援全東大共闘連絡会議」が他学部も含めた学生有志によって結成され、卒業式阻止の主体となった。しかし、この段階では日本共産党（日本民主青年同盟、「民青」）系の自治会中央委員会や学内の七者連絡協議会は、闘争に対して批判的な立場を取ったため、全学の自治会には闘争は波及していなかった。
医学部では新学期になってもストライキが継続していたが、事態は膠着し、6月15日に医学部の「全学闘争委員会」が安田講堂を再度占拠した。大学当局の大河内一男東大総長は2日後に機動隊を導入しこれを排除したが、これに対して全学の学生の反発が高まり、7月2日、安田講堂はバリケード封鎖された。
その3日後に「東大闘争全学共闘会議」（全共闘）が結成される。以後、大学当局は打開を図ったが更に全共闘や新左翼学生の反発を招き、東大全学部のこれらの組織に属する学生主導によるストライキや、主要な建物多数の封鎖が行われた。11月には大河内総長以下、全学部長が辞任した。
これらの全共闘や新左翼の学生による暴力行為や、9月30日の日大紛争（日本大学闘争）での大衆団交を受けて、佐藤栄作政権が動き出す。11月22日、全学バリケード封鎖に向けて全共闘系7千名、阻止する日共（民青）系7千名が全国から集まり、にらみあう。
全共闘系内部においては早稲田革マルの藤原が中心となって、全学バリケード封鎖反対を各派に恫喝的に説得する。結果的に全学バリケード封鎖は中止となり、背景を知らない学生の一部では、戦時中のレイテ沖海戦の史実と絡めて、「栗田艦隊謎の反転」と語られる。

### 11月22日以後
大河内総長の後任として法学部の加藤一郎教授が総長代行として就任し、1969年（昭和44年）1月10日、国立秩父宮ラグビー場にて「東大七学部学生集会」を開催。民青系や学園平常化を求めるノンポリ学生との交渉によってスト収拾を行うことに成功したが、依然、占拠を続ける全共闘学生との意見の合致は不可能と判断し警察力の導入を決断、1月16日警視庁に正式に機動隊による大学構内のバリケード撤去を要請した。

## 封鎖解除

### 封鎖解除1日目
警視庁警備部は8個機動隊を動員し、1月18日午前7時頃医学部総合中央館と医学部図書館からバリケードの撤去を開始、投石・火炎瓶などによる全共闘学生の抵抗を受けつつ、医学部・工学部・法学部・経済学部等の各学部施設の封鎖を解除し安田講堂を包囲、午後1時頃には安田講堂への本格的な封鎖解除が開始された。
しかし、強固なバリケードと、上部階からの火炎瓶やホームベース大の敷石の投石、ガソリンや硫酸といった劇物の散布など、学生の予想以上の抵抗に遭った。警察側の指揮官佐々淳行（警視庁警備部警備第一課長・当時）は「なるべく怪我をさせずに、生け捕りする」ことを念頭に置き封鎖解除を進めたために、全共闘学生への強硬手段をとれない機動隊は苦戦を強いられたと記している。ただし、機動隊は催涙弾を装填したガス銃を学生に向けて発射しており、そのために学生側には負傷者が複数発生した。また学生側の島泰三は、警察側の攻撃計画が「建物を攻略する城攻めには驚くほど無知」で「実にずさんだった」と評している。午後5時40分警備本部は作業中止を命令。18日の作業は終了した。
なお、午後には神田地区（お茶の水付近）で「全都学生総決起集会」が呼応する形で開かれ、デモ隊を組織して街頭で機動隊と衝突している。デモ隊は東大を目指したが、本郷三丁目駅付近まで到達したのが限界で、午後9時には解散した。

### 封鎖解除2日目
1月19日午前6時30分、機動隊の封鎖解除が再開された。2日目も全共闘学生の激しい抵抗があったが午後3時50分、突入した隊員が三階大講堂を制圧し午後5時46分屋上で最後まで暴力的手段をとり抵抗していた全共闘学生90人を検挙。東大安田講堂封鎖解除は完了し機動隊は撤収した。なお全共闘学生による投石や劇物の散布などにより多数の警察官が重軽傷を負った。
その後の新左翼諸党派のこの闘争に対する総括においては、「全共闘などの学生運動、大学闘争は世界革命において全く労働者などの現場の視点を捉えず、至ってプロレタリア性を帯びないプチブル的なものであった」と（主に共産同など）位置づけた。

## 関連人物

### 大学側
- 加藤一郎 - 東京大学総長代行。のち、総長に就任。
- 大内力 - 経済学部長、東京大学総長代行代理。
- 向坊隆 - 工学部長、執行部員。のち、総長に就任。
- 平野龍一 - 法学部長、執行部員。のち、総長に就任。
- 藤木英雄 - 法学部教授、執行部員。
- 林健太郎 - 文学部長、執行部員。1968年（昭和43年）11月4日から11月12日まで全共闘に監禁され事件となった（林健太郎監禁事件）。のち総長に就任。
- 小林隆 - 医学部長。
- 大田堯 - 教育学部長。のちにこの事件に対する責任感から大学を早期退官し、都留文科大学学長。

### 学生側
- 山本義隆 - 東大全学共闘会議議長。現駿台予備学校物理科講師。
- 今井澄 - 安田講堂防衛隊長。のち、参議院議員（社会党→民主党）。
- 米田隆介 - 安田講堂守備隊長。明治大学生。
- 瀧澤征宏 - 工学部列品館防衛隊長。明治大学生。
- 三井一征 - 反帝学評議長。最後（1978年）まで裁判を続けた1人。
- 鈴木正文 - 慶應義塾大学生。元「GQ」編集長。
- 若尾光俊 - 慶應義塾大学生。東大紛争中に旧友の海江田万里と再会。のちにその秘書。
- 島泰三 - 本郷学生隊長。現在は類人猿研究者。
- 仙谷由人 - 立て篭もりには加わらず、立て篭もり学生らを支援する「弁当運び」をしていたとされる[9]。のち弁護士、衆議院議員（社会党→民主党）、第78代内閣官房長官。
- 町村信孝 - ノンポリの学生グループに所属し、この紛争の激化を止めるように行動したが警察が介入する事態に至り東大構内から撤収する。のち、衆議院議員、外務大臣、第75代内閣官房長官、衆議院議長。

### 警察側
- 後藤田正晴 - 警察庁次長。のち、警察庁長官、内閣官房長官、副総理兼法務大臣
- 秦野章 - 最高警備本部長（最高責任者）、警視総監。のち、法務大臣
- 下稲葉耕吉 - 最高警備本部幕僚長兼総合警備本部長（現場指揮担当）、警視庁警備部長、警視長。のち、警視総監、法務大臣。
- 佐々淳行 - 総合警備本部幕僚長（現場指揮担当）、警視庁警備部警備第一課長、警視正。のち、あさま山荘事件警備において、総括・警備実施・広報担当の幕僚長を務める。のち、防衛施設庁長官、初代内閣安全保障室長。
- 石川三郎 - 第一機動隊長。警視。のち、あさま山荘事件警備の際、統括指揮を担当。
- 宇田川信一 - 警視庁警備部警備第一課課長代理（現場情報担当）。のち、あさま山荘事件警備の際、コンバット・チームを指揮。のち、警視庁警察学校長。
- 小林茂之 - 警視庁警備部警備第一課課長代理（機動隊連絡担当官）。のち、あさま山荘事件警備の際、特科車輌隊長。
- 楢島文穂 - 現場警備本部長（現場指揮担当）、本富士警察署長、警視。
- 細井為行 - 第五機動隊中隊長。のち、弁護士。
- 池田勉 - 第七機動隊隊長。のち、国際安全安心協会初代理事長、会長。

## 補足
警視庁の記録によると、この日の封鎖解除で検挙された学生633人のうち、東大生はわずか38人であったという。ただしこれについては、全共闘側の関係者（今井澄、島泰三）から異論が出ており、島は公判で起訴された東大関係者（54名）の数と、全体の逮捕者と起訴された者の比率等から、80名から100名程度の東大関係者が、東大構内に立て籠もったと推定している。
さらに、秩父宮ラグビー場における七学部学生集会粉砕闘争で、駒場共闘の中心メンバーが100人以上逮捕されていることも考慮しなければならない。他大学では明治大学、中央大学、日本大学、法政大学の大学生が多かった。また高校生で唯一、神奈川県立相模原高等学校の高校生が検挙されている。
東大全共闘の一部と革マル派は、封鎖解除前日の17日「兵力温存」を理由に大学構内から脱出、当日抵抗していたのは他セクトと地方を含む他大学からの応援部隊が中心であった。革マル派は、後日他セクトから「日和見主義」などの批判を受け、他セクト（特に中核派）との対立を深める結果となった。
東大紛争期間中には、構内の建物を占拠した学生によって、丸山眞男をはじめとする碩学が吊し上げられたり、教授室などが滅茶苦茶に破壊され、明治以来の貴重な原書が燃やされてストーブ代わりになるなどの蛮行がなされた。理学部二号館を占拠した学生は、1968年12月24日の乱闘に際して、地質鉱物学科の鉱石標本や化石標本などを武器として投じ、紛失させた。
事件の影響で、1969年（昭和44年）の東京大学の入学試験は中止され、次年度の入学者は0人となった。このため、東京大学を志願していた高校3年生及び浪人生は、京都大学や一橋大学などの他難関大学の入試を受けるか、来年度の東大入試の為に浪人生活を選ぶかの二択を余儀なくされた。
全共闘学生によるバリスト（バリケードストライキ）は、安田講堂事件以前から既に複数の大学で行われていたが、安田講堂陥落後は全国の多くの大学にバリストが広がることになる。
後に同事件の現場指揮担当をした佐々淳行は、早期解決のために、鉄球を付けたクレーン車で安田講堂の壁を破壊し、侵入経路を作る「鉄球作戦」を考案したことを様々な形で告白している。しかし、安田講堂は文化遺産であるという認識が警察の上層部にあったため、この作戦は採用されなかったが、後のあさま山荘事件で、山荘の2階と3階を繋ぐ階段の壁を破壊するという目的でこの作戦が採用された。

### 裁判
1969年（昭和44年）7月1日、安田講堂を占拠した裁判が2つのグループに分けて東京地方裁判所で開始。一方の裁判は拘置中の9被告が出廷を拒否し、保釈されていた3被告のみが出廷したが、開始早々、傍聴していた学生らと分離公判を批判して騒然となり、10人の弁護士とともに警官隊に拘束、退廷処分となった。もう一方の裁判は11被告全員が出廷せず、最初から欠席裁判となった。
最高裁判所刑事局によれば、最終的に607人が起訴され、一審で有罪判決を受けた者は590人（うち実刑147人）を数えた。1978年6月30日、最後まで裁判を続けていた11被告に対する上告審で最高裁判所第一小法廷は、一審、二審の有罪判決（懲役2年6ヶ月-懲役1年4ヶ月）を支持して被告側の上告を棄却する決定を下し、安田講堂事件の裁判は全て終了した。

### その後の安田講堂
紛争によって荒廃した大講堂は20年間に亘り、法学部・文学部の物置として使われていた（事務室は順次学生部などとして使われるなどしていた）。1989年（平成元年）に大講堂の改修工事が完了し、こけら落としはスティーヴン・ホーキングの来日講演であった。それ以後、卒業式など全学的行事に使われるほか、公開講座も行われている。
講堂前の広場には中庭が造られ、地下には食堂が設置された。以前のように集会を開いて練り歩くことのできない場所となっている。

## 事件を題材にした作品など
驚きももの木20世紀『東大安田講堂攻防戦』
1993年5月21日放送、朝日放送・テレビ朝日系列。
日本史サスペンス劇場特別版『東大落城』安田講堂36時間の攻防戦…40年の真相SP
2009年1月14日放送、日本テレビ。出演：陣内孝則、金子賢、宮地真緒他。
NHKアーカイブス特集『安田講堂落城～“あの日”から40年　学生たちのその後～』
2009年1月17日放送、NHK総合テレビ。
『宿命 1969-2010 -ワンス・アポン・ア・タイム・イン・東京-』
2010年1月15日～3月12日放送、テレビ朝日系列。主演：北村一輝。事件に関わった男女を描いた楡周平の著書「ワンス・アポン・ア・タイム・イン・東京」のテレビドラマ化。
アナザーストーリーズ 運命の分岐点『安田講堂落城～“あの日”から40年　学生たちのその後～』
2022年2月26日初回放送、NHK総合テレビ。
『ぼくらの七日間戦争』
1985年4月発行､角川書店。